# Aire urbaine de Montereau-Fault-Yonne
L'aire urbaine de Montereau-Fault-Yonne est une ancienne aire urbaine française centrée sur l'unité urbaine de Montereau-Fault-Yonne. Elle a été intégrée à l'aire urbaine de Paris par l'INSEE en 2011.

## Caractéristiques
D'après la définition qu'en donne l'INSEE, l'aire urbaine de Montereau-Fault-Yonne est composée de 5 communes, situées en Seine-et-Marne. Ses 26 455 habitants font d'elle la 215e aire urbaine de France.
4 communes de l'aire urbaine sont des pôles urbains.
Le tableau suivant détaille la répartition de l'aire urbaine sur le département (les pourcentages s'entendent en proportion du département) :
| Département    | Communes | Communes (%) | Superficie (km²) | Superficie (%) | Population (1999) | Population (%) |
| -------------- | -------- | ------------ | ---------------- | -------------- | ----------------- | -------------- |
| Seine-et-Marne | 5        | 1,0          | 56,07            | 0,9            | 26 455            | 2,2            |

## Communes
Voici la liste des communes françaises de l'aire urbaine de Montereau-Fault-Yonne.
| Code INSEE | Commune               | Type                  | Département    | Superficie (km²) | Population (1999) | Densité (hab./km²) |
| ---------- | --------------------- | --------------------- | -------------- | ---------------- | ----------------- | ------------------ |
| 77061      | Cannes-Écluse         | Pôle urbain           | Seine-et-Marne | +0008,73         | +0 0002 200,      | +00252,            |
| 77172      | Esmans                | Commune monopolarisée | Seine-et-Marne | +0017,83         | +00 000875,       | +00049,07          |
| 77305      | Montereau-Fault-Yonne | Pôle urbain           | Seine-et-Marne | +0009,7          | +00017 625,       | +01 817,01         |
| 77409      | Saint-Germain-Laval   | Pôle urbain           | Seine-et-Marne | +0008,8          | +0 0002 602,      | +00295,68          |
| 77482      | Varennes-sur-Seine    | Pôle urbain           | Seine-et-Marne | +0011,01         | +0 0003 153,      | +00286,38          |
|            | Total                 |                       |                | +0056,07         | +00026 455,       | +00471,82          |